# Büttenpapierfabrik Gmund

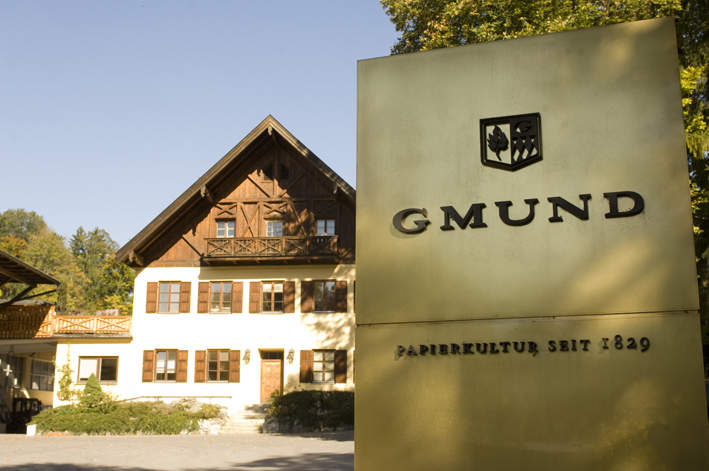
Firmengebäude

Gmund Papier ist ein Papierhersteller mit Stammsitz in Gmund am Tegernsee und beschäftigt etwa 130 Mitarbeiter.
Die Papierfabrik ist bekannt für die Herstellung von Design- und Naturpapieren sowie von fertigen Papierprodukten. Bei einer Exportquote von 75 % werden Kunden in etwa 80 Ländern beliefert.
Weltweit bekannt wurde Gmund Papier im Jahr 2011 durch die mit Gold veredelten Papiere, aus der die Umschläge und Gewinnerkarten für die Oscarverleihung angefertigt werden.

## Geschichte

### 19. Jahrhundert
Der Beginn der Papierherstellung im Mangfalltal geht auf das Jahr 1829 zurück, als der schwäbische Papiermacher Johann Nepomuk Haas das teilweise abgebrannte Kupfer-, Walz- und Hammerwerk des Hofkupferschmieds Joseph Schaller kaufte und dort eine Papiermühle einrichtete. Haas musste eine Lizenz zum Sammeln von Lumpen – den sogenannten Hadern – erwerben, die bis Mitte des 19. Jahrhunderts als Rohstoff für die Papierherstellung benötigt wurden. Nach seinem Tod wurde die Fabrik 1854 von einem Freund der Familie, dem 26-jährigen Werkführer Gregor Fichtner, übernommen und in den folgenden Jahrzehnten sukzessive von 25 auf rund 60 Mitarbeiter erweitert. Unter Fichtner spezialisierte sich das Unternehmen auf die Produktion handgeschöpfter Feinpapiere und avancierte zum Hoflieferanten des Bayerischen Königshofs zu München. 1860 vernichtete ein Großbrand etliche Fabrikgebäude, die im folgenden Jahr wiedererrichtet wurden. Der Bau einer innovativen eisernen Werkbrücke über die Mangfall im Jahr 1868 ist ein weiterer Markstein der Firmengeschichte.

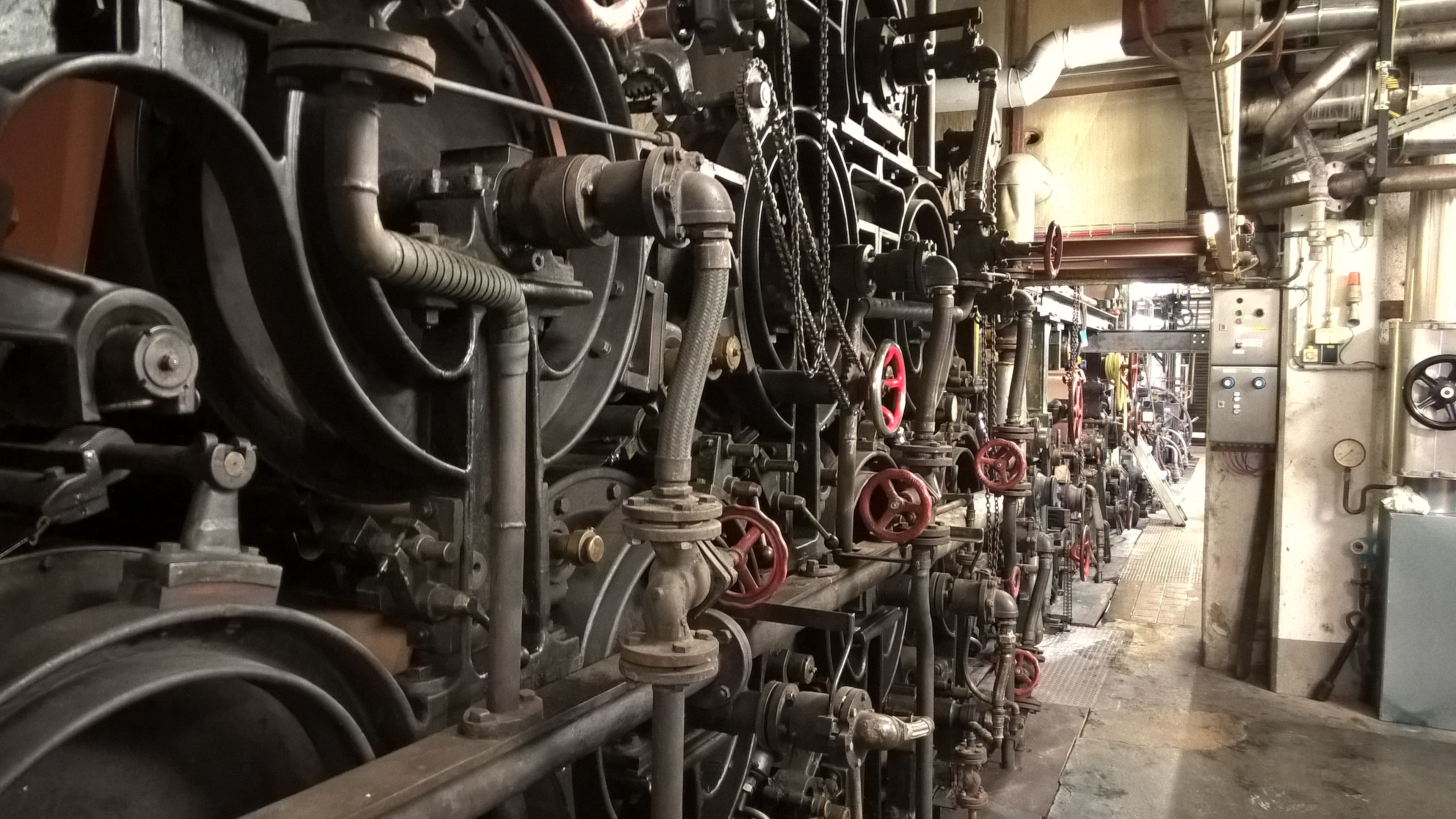
Erste Papiermaschine der Büttenpapierfabrik und seit 1886 in Betrieb

Mit der Installation der ersten Papiermaschine mechanisierte Fichtner 1886 den Produktionsprozess. Die großdimensionierte Maschine des Herstellers Siegel aus Berlin ist heute noch in vollem Einsatz und damit die älteste gewerblich genutzte Papiermaschine Europas. 1895 zog sich Fichtner aus dem Geschäftsleben zurück und verkaufte die Fabrik an den Gmundner Bürger Romuald Brunner. In dessen Ära gingen der Absatz, die Produktion und die Zahl der Arbeitskräfte deutlich zurück.

### 20. Jahrhundert
Nach Brunners Tod im Jahr 1903 erwies sich die Maschinenpapierfabrik und Handpapiermühle G. Fichtner Nachfolger als überschuldet, woraufhin sie der Münchner Stuckateur Georg Stahl, Schwager des letzten Eigentümers, im Rahmen eines Nachlaßkonkursverfahrens erwarb. Um das Unternehmen wieder in die Gewinnzone zu führen, schloss er sich mit den Kaufleuten Ludwig Alois Kohler (1874–1921) und Carl Pfannenberg zusammen. Beide brachten wertvolle Erfahrungen mit, von denen die Fabrik profitierte: Kohler war bei der Papierfabrik Neumühle bei Miesbach tätig gewesen, Pfannenberg bei der Papiergroßhandlung Carl Hartmann in Leipzig sowie der Papierfabrik Moufang in Oberschmitten.
Gemeinsam gründeten sie 1904 die Maschinen- und Büttenpapierfabrik Gmund, geleitet von Pfannenberg und Kohler als Geschäftsführer. Mit der Herstellung handgeschöpfter Papiere und filzgenarbter Foto-, Passepartout- und Umschlagkartons steigerten sie den Absatz der Papierfabrik und beschäftigten vor dem Ausbruch des Ersten Weltkriegs 80 Mitarbeiter. Nach dem Tod Stahls und der Abfindung seiner Erben führten Kohler und Pfannenberg die Firma seit 1918 gemeinsam als Offene Handelsgesellschaft weiter. Den Posten Kohlers, der 1921 einem tragischen Betriebsunfall erlag, übernahm zunächst dessen Mutter Christine und nach deren Tod drei Jahre später, 1924, dessen Neffe Ludwig Wilhelm Kohler.
In der Zwischenkriegszeit konzentrierte sich die Firma auf die Herstellung weißer und farbiger Papiere sowie Kartons mit unterschiedlichsten Oberflächen. Der Aufbau eines großen Lagers sicherte die flexible Anpassung an Kundenwünsche. Während des Zweiten Weltkrieges wurden Papiere für Gasmaskenfilter, Verdunklungen und Landkarten produziert. In dieser Zeit wurde der Betrieb durch die Mitarbeit von französischen Zwangsarbeitern und Frauen aufrechterhalten, da Ludwig Wilhelm Kohler und sein Sohn an der Front waren.

### Nachkriegszeit

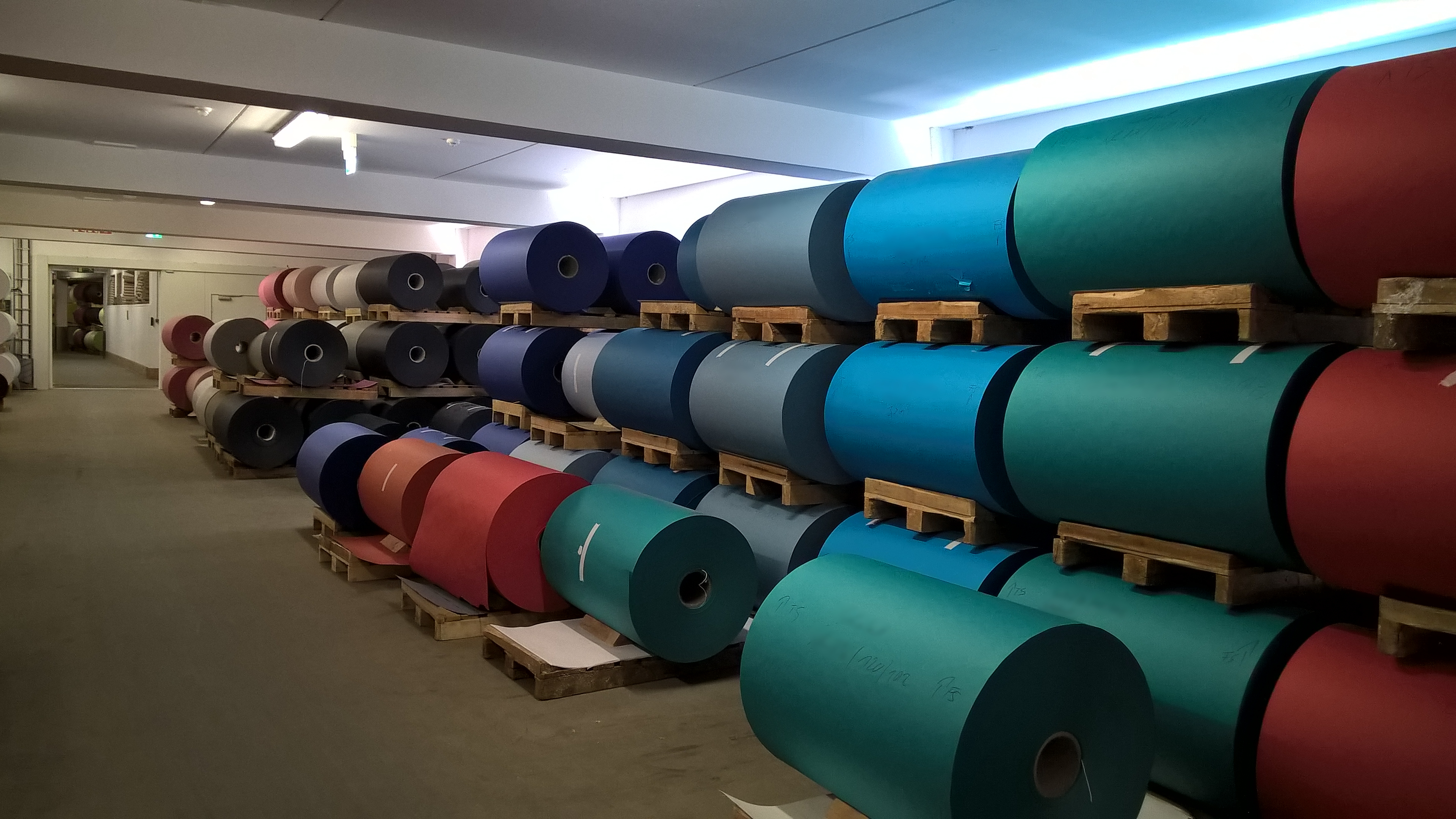
Papierlager der Büttenpapierfabrik

Im Jahr 1952, als langsam wieder Rohstoffe verfügbar waren, übernahm der jüngere Sohn Ludwig Maximilian Kohler (1924–2004) die Nachfolge seines Vaters. Der Tod des Firmenmitbegründers Carl Pfannenberg im Jahr 1963 leitete einen Generationswechsel zu Carl Pfannenberg jun. und Ludwig Maximilian Kohler ein, die im folgenden Jahr als Gesellschafter in die Firma eintraten. Das Feinpapiersegment wurde weiter ausgebaut, und 1979/80 installierten die Inhaber zur Erweiterung des Angebots und der Formatmöglichkeiten eine zweite Papiermaschine.
Im Jahr 1984 starb Ludwig Wilhelm Kohler und sein Enkel Florian Kohler stieg in das Unternehmen ein. 1992 wurde das Fabrikgebäude umfassend erneuert und erweitert. 1994 bekam Florian Kohler Unterstützung von seinem Bruder Korbinian bei der Geschäftsführung. Seit dem Ausscheiden Carl Pfannenbergs jun. 1995 führte die Familie Kohler das Unternehmen allein. Korbinian verließ im Jahr 2004 das Unternehmen wieder und seit dem Tod Ludwig Maximilian Kohler im selben Jahr leitet Florian Kohler als Inhaber und Geschäftsführer das Unternehmen. Im Jahr 2020 wurde zudem Herbert Eibach in die Geschäftsführung berufen.

## Produkte
Gmund Papier produziert pro Jahr auf zwei Papiermaschinen etwa 6000 Tonnen holz- und säurefreie meist farbige Designpapiere mit einem Papiergewicht (Grammatur) von 80 bis 500 g/m². Hergestellt werden etwa 26 unterschiedliche Kollektionen mit über 100.000 verschiedenen Produktvariationen.

## Umweltschutz
Seit Juli 2006 ist die Büttenpapierfabrik Gmund FSC (Forest Stewardship Council)-zertifiziert (Nr. GFA – COC – 001370). Für die Herstellung FSC-zertifizierter Papiere wird FSC-zertifiziertes Material und Material aus kontrolliertem Holz verwendet. Alle nicht FSC-zertifizierten Materialien sind kontrolliert gemäß dem FSC-Standard für kontrolliertes Holz (FSC-STD-40-005).

### Abwasservermeidung
Aufgrund der Lage der Papierfabrik im Mangfalltal, einem Landschaftsschutzgebiet, welches zugleich ein Haupteinzugsgebiet für die Trinkwasserversorgung der Stadt München ist, wurde ab dem Jahr 2000 zur Abwasservermeidung und Wasserwiederverwendung eine Kreislaufwasser- und Abwasserreinigungsanlage entwickelt und installiert. Das Projekt mit einer Laufzeit von knapp 4 Jahren und Projektkosten von etwa 1,2 Millionen Euro wurde zusammen mit der Deutschen Bundesstiftung Umwelt durchgeführt, wissenschaftlich begleitet und vollständig dokumentiert. Es wurde eine Reduzierung der spezifischen Abwassermenge um 52 Prozent erreicht, durch eine Verfahrenskombination aus Druckscheibenfilter und Ozonbehandlung des Kreislauf- und Abwassers.
Die Druckscheibenfiltration entfernt hierbei die Feststoffe im Wasser, während die Ozonbehandlung die im Kreislaufwasser vorhandenen Farbstoffe nahezu entfärbt, Schmutzstoffe abbaut und gleichzeitig das Wasser entkeimt. Die Entfärbung ist notwendig, da bei der Herstellung von farbigem Feinpapier im Gegensatz zur Herstellung von Kartonagen oder Recyclingpapieren, das wiederverwendete Wasser nur geringste Farbstoffmengen enthalten darf, um Farbabweichungen des Endprodukts zu vermeiden.
Die spezifische Abwassermenge, gemessen in Liter pro Kilogramm hergestelltem Papier, wurde von durchschnittlich 29 l/kg auf 13,9 l/kg gesenkt. Die Jahrespapierproduktion der Büttenpapierfabrik bei Projektende lag bei etwa 4400 Tonnen.

### Regenerative Energien
Die Büttenpapierfabrik erzeugt 75 Prozent der benötigten Elektrizität und Energie durch eine Kraft-Wärme-Kopplungsanlage, ein eigenes Wasserkraftwerk mit drei Turbinen, das mit Wasser aus der Mangfall gespeist wird und einer Fotovoltaik-Anlage.

## Auszeichnungen
- 2005: Bayerische Staatsmedaille für Verdienste um Umwelt und Gesundheit[16]
- 2007: Umweltpreis Bayern
- 2015: Nachhaltigkeitspreis der Standortmarketing Gesellschaft Landkreis Miesbach und des Wirtschaftsforums Oberland[17]
- 2021: Deutscher Nachhaltigkeitspreis